# Stictoptera humeralis
Stictoptera humeralis là một loài bướm đêm trong họ Noctuidae.